# Gran Premi de l'Argentina del 1997
Resum dels resultats del Gran Premi de l'Argentina de Fórmula 1 de la temporada 1997, disputat al circuit Oscar Alfredo Galvez de Buenos Aires, el 13 d'abril del 1997.

## Resultats
| Pos | No | Pilot                 | Equip                 | Voltes | Temps/ Retirada | Pos. de sortida | Punts |
| --- | -- | --------------------- | --------------------- | ------ | --------------- | --------------- | ----- |
| 1   | 3  | Jacques Villeneuve    | Williams - Renault    | 72     | 1h 52' 02. 2    | 1               | 10    |
| 2   | 6  | Eddie Irvine          | Ferrari               | 72     | + 0.979 s       | 7               | 6     |
| 3   | 11 | Ralf Schumacher       | Jordan - Peugeot      | 72     | + 12.089 s      | 6               | 4     |
| 4   | 16 | Johnny Herbert        | Sauber - Petronas     | 72     | + 29.919 s      | 8               | 3     |
| 5   | 9  | Mika Häkkinen         | McLaren - Mercedes    | 72     | + 30.351 s      | 17              | 2     |
| 6   | 8  | Gerhard Berger        | Benetton - Renault    | 72     | + 31.393 s      | 12              | 1     |
| 7   | 7  | Jean Alesi            | Benetton - Renault    | 72     | + 46.359 s      | 11              |       |
| 8   | 19 | Mika Salo             | Tyrrell - Ford        | 71     | + 1 Volta       | 19              |       |
| 9   | 14 | Jarno Trulli          | Minardi - Hart        | 71     | + 1 Volta       | 18              |       |
| 10  | 23 | Jan Magnussen         | Stewart - Ford        | 66     | Motor           | 15              |       |
| Ret | 17 | Nicola Larini         | Sauber - Petronas     | 63     | Accident        | 14              |       |
| Ret | 2  | Pedro Diniz           | Arrows - Yamaha       | 50     | Motor           | 22              |       |
| Ret | 15 | Shinji Nakano         | Prost - Mugen - Honda | 49     | Motor           | 20              |       |
| Ret | 18 | Jos Verstappen        | Tyrrell - Ford        | 43     | Motor           | 16              |       |
| Ret | 20 | Ukyo Katayama         | Minardi - Hart        | 37     | Accident        | 21              |       |
| Ret | 1  | Damon Hill            | Arrows - Yamaha       | 33     | Motor           | 13              |       |
| Ret | 12 | Giancarlo Fisichella  | Jordan - Peugeot      | 24     | Col·lisió       | 9               |       |
| Ret | 22 | Rubens Barrichello    | Stewart - Ford        | 24     | Part Hidràulica | 5               |       |
| Ret | 14 | Olivier Panis         | Prost - Mugen - Honda | 18     | Part elèctrica  | 3               |       |
| Ret | 4  | Heinz-Harald Frentzen | Williams - Renault    | 5      | Embragatge      | 2               |       |
| Ret | 5  | Michael Schumacher    | Ferrari               | 0      | Col·lisió       | 4               |       |

## Altres
- Pole: Jacques Villeneuve 1' 24. 473
- Volta ràpida: Gerhard Berger 1' 27. 981 (a la volta 63)